# Lemmings (joc video)
Lemmings este un joc video de strategie dezvoltat inițial de DMA Design și publicat de Psygnosis pentru Amiga în 1991 și portat ulterior pentru numeroase alte platforme. Jocul a fost programat de Russell Kay, Mike Dailly și David Jones și a fost inspirat de o animație simplă pe care Dailly a creat-o în timp ce experimenta cu Deluxe Paint.
Obiectivul jocului este de a ghida un grup de lemingi antropomorfizați printr-o serie de obstacole la o ieșire desemnată. La orice nivel dat, jucătorul trebuie să salveze un anumit număr sau procent de lemingi pentru a avansa. În acest scop, jucătorul trebuie să decidă cum să atribuie cantități limitate de opt abilități diferite lemingilor individuali, permițându-le să modifice peisajul și/sau propriul comportament, astfel încât întregul grup să poată ajunge în siguranță la ieșire.
Lemmings a fost unul dintre cele mai bine primite jocuri video de la începutul anilor 1990. A fost al doilea cel mai bine cotat joc din istoria Amstrad Action și a fost considerat al optulea cel mai bun joc din toate timpurile de către Next Generation în 1996. Lemmings este, de asemenea, unul dintre cele mai portate jocuri video și se estimează că s-a vândut în aproximativ 20 de milioane de copii în diferite portări. Popularitatea jocului a dus și la crearea de sequele, remake-uri și spin-off-uri și a inspirat, de asemenea, jocuri similare. În ciuda succesului său, Lemmings și-a pierdut considerabil din popularitate la sfârșitul anilor 1990, ceea ce a fost atribuit în parte ritmului lent al jocului în comparație cu jocurile video din generațiile ulterioare.